# 891
Năm 891 là một năm trong lịch Julius.